# Robersart
Robersart är en kommun i departementet Nord i regionen Hauts-de-France i norra Frankrike. Kommunen ligger i kantonen Landrecies som tillhör arrondissementet Avesnes-sur-Helpe. År 2022 hade Robersart 208 invånare.

## Befolkningsutveckling
Antalet invånare i kommunen Robersart
| Referens: INSEE |